# Clevelan Santeliz
Clevelan A. Santeliz (1 de septiembre de 1986, Valencia, Venezuela) es un lanzador diestro de béisbol. Actualmente se encuentra en la organización Medias Blancas de Chicago. Actualmente Santeliz está en la plantilla de 40 jugadores. 
En la LVBP inicia su carrera con los Navegantes del Magallanes. Luego, tras un cambio que involucró a los jugadores Francisco Cervelli y Juan Rincón pasa a los cardenales de Lara. Más tarde este último equipo lo deja en libertad y firma con los Tiburones de La Guaira. Actualmente no milita con equipo alguno tras ser dejado en libertad por este último equipo.